# Софокъл
Софокъл (на гръцки: Σοφόκλης) е древногръцки драматург и поет.
Роден е през 496 г. пр.н.е. в гр. Колон, северно от Атина в семейството на занаятчия, производител на оръжие. Той е един от тримата велики древногръцки трагици, заедно с Есхил и Еврипид.
Според Суда е написал 123 трагедии и сатирични драми, но до наши дни са достигнали запазени само 7 – „Електра“, „Едип цар“, „Антигона“, „Аякс“, „Трахинянките“, „Филоктет“, „Едип в Колон“ и голям откъс от сатировската драма „Копоите“. За пръв път през 468 г. пр.н.е. излиза на театрално състезание и побеждава Есхил. В обикновения живот е ковчежник, стратег и член на законодателната комисия на Атинския полис, както и жрец на изцеляващото божество (нов Атински култ). Той е близък приятел на Херодот и на Перикъл, който по онова време насърчава развитието на драмата. Защитник е на полисната традиция.
Според Аристотел Софокъл е автор на образцови трагедии. Печели 24 пъти лавров венец, побеждавайки в драматичните конкурси на 18 състезания от Дионисиите и 6 в Леная. Той е майстор на характери и неговият принос в жанра на трагедията и изобщо драматургията е огромен. Той въвежда трети актьор в трагедията, увеличава броя на хористите от 12 на 15, засилва музикалния момент, въвежда ефекта на „погрешното мнение“ на зрителя, срещу което се разгръща действието, утвърждава декора.
Софокъл има подчертан вкус към темата на страданието. Смята, че трагедията най-добре предава историята и дава пример за подражание. Той има весел и общителен характер. Умира на 90 години. Неговият син Йофон също става трагик.
Астероидът 2921 Софокъл е кръстен на него, както и кратер на Меркурий (вижте кратер Софокъл).

## Живот
Софокъл, син на Софилий, е роден в богато семейство, живеещо в малка общност в Атика, която по-късно става сцена за неговите пиеси. Въпреки че точната дата е неизвестна, неговото раждане е няколко години преди битката за Маратон през 490 г. пр.н.е. и най-вероятно е около 497/496 г. пр.н.е. Неговият пръв творчески триумф е през 468 г. пр.н.е., когато заема първо място в състезанието по театър по време на Дионисиите и побеждава дотогавашния шампион Есхил. Съгласно Плутарх победата идва при необичайни обстоятелства и след загубата си Есхил заминава за Сицилия. Въпреки че Плутарх заявява, че това е първата публична изява на Софокъл, по-вероятно е тя да е станала около 470 г. пр.н.е.
Софокъл става важна фигура в обществения живот на Атина, както и в театрите. Той е избран да ръководи пеана, хорова песен за възхвала на боговете, когато е на 16 години. Този пеан възхвалява морската победа на Гърция над Персия. Този факт сам по себе си говори, че Софокъл е известен и уважаван и че има изключителни дарби. Софокъл е едновременно много богат, много талантлив и много образован и се обучава практически през целия си живот.
Рано в своята кариера, политикът Кимон е възможно да е един от покровителите на поета; през 461 пр.н.е. неговият противник и съперник Перикъл го изпраща в изгнание. През 443/442 г. пр.н.е. Софокъл служи като ковчежник в Атина, занимавайки се с финансите на града по време на политическата кариера на Перикъл. Според някои източници, той служи като генерал в кампанията против Самос, остров, който възстава през 441 г. пр.н.е. 
През 420 г. пр.н.е. той прави олтар в дома си с иконата на Асклепий, когато боготворенето е въведено в Атина. Заради тази си постъпка получава посмъртно прякора Дексион (получателят). Той също така е избран за член на комисия, като специален пълномощник, натоварен с мисията да се намери отговор на разрушенията след Пелопонеските войни.
Софокъл умира на 90 или 91 години през 406/405 г. пр.н.е. Както обикновено се случва след смъртта на известни личности, неговата смърт поражда различни апокрифни истории. Една от тях е, че издъхва при опита си да цитира голям пасаж от „Антигона“ без да си поеме въздух. Според друга се задавя с грозде по време на фестивала Антестерии в Атина. Трети вариант твърди, че умира от радост при поредната си победа в градските Дионисии. Каквато и да е причината, източниците твърдят, че той води дълъг и щастлив живот и умира без страдание и нещастия. Според едно сведение обаче в края на живота му неговите собствени синове се опитали да го обявят за неспособен, но той оборва това пред съда, четейки все още недовършената си трагедия „Едип в Колон“. Неговият син Йофон, както и един от внуците му, също наречен Софокъл, подобно на него пишат пиеси.
Обикновена практика в V век преди новата ера е заможни мъже от високото общество да имат сексуална връзка с подрастващи юноши. Софокъл е един от участниците в такива връзки. Атене́й разказва две такива истории. На някакъв симпозиум, Софокъл „открадва“ целувка от младежа до него. Другата история е, че подмамва един юноша да прави секс с него извън стените на Атина, но младежът му взима плаща. Съгласно Плутарх, Перикъл не веднъж забелязва похотливия поглед на Софокъл, насочен към млади момчета, и неговият сексуален апетит продължава дори когато вече е в старческа възраст. Най-накрая, когато вече става импотентен, е щастлив, че се е отървал от похотта.
Основните източници за биографията на Софокъл са безименни, анонимни описания на живота му, поместени в изданията на неговите трагедии.
Едно от първите печатни издания е във Венеция през 1502 г. Между XVI век и XVIII век господстващи са парижките държавни издания, след което следват няколко английски издания.

## Творчество

### Епоха и възгледи
Софокъл е поетът на епохата на разцвета на Атина. Изследователите правят интересна съпоставка на биографиите на тримата големи поети спрямо момента на Саламинската битка (480 г. пр.н.е.) – Есхил, 45-годишен, участва лично в нея, 16-годишният Софокъл участва в празненствата по този повод – в хора на момците, а Еврипид се ражда през същата година. Есхил е поетът на зараждането на атинската демокрация, Софокъл е поетът на апогея („Векът на Перикъл“), въпреки че надживява Еврипид, чието творчество отразява нейната криза. Софокъл е привърженик на Перикъл, въпреки че на младини бил близък с противника му Кимон, водач на консервативна земевладелска групировка. Възгледите му обаче са умерено-демократични, свободомислието на софистите му е чуждо. Уважението към религията и морала на полиса, към традиционния начин на живот е основа на мирогледа му.
Важна тема за него е конфликтът между човешките закони, които са променливи, и „неписаните закони“ на религията и морала, които са нерушими („Антигона“). В това отношение той е в синхрон с Перикъл, който (по Тукидид) казва, че неспазването им влече всеобщ позор за нарушителя, и с атинската демокрация, която е консервативна по религиозните въпроси.
Художественият идеал от разцвета на демократическа Атина почива на принципите на мярката и хармонията. Неговият пластичен израз е в скулптурите на Фидий, а литературният му израз – в трагедиите на Софокъл. Според Аристотел (Поетика, гл.25) Софокъл казвал, че изобразява хората „такива, каквито трябва да бъдат“, за разлика от Еврипид, който ги рисува „каквито са в действителност“.

### Характерни черти на драматургията
Софокъл се отказва от принципа на сюжетно свързаната трилогия, характерна за Есхил. Всяка трагедия от трилогията е самостоятелно художествено цяло, което носи в себе си цялата проблематика. Това изменение е породено от интереса му към съдбата на индивида, а не към съдбата на рода.
Движещите сили на трагедията у Софокъл са човешките характери. Докато Есхил се стреми да открие в поведението на човека действието на висшите сили и той за него често е само арена на стълкновение между боговете (Орест в „Евменидите“), Софокъл рядко извежда боговете на сцената, героите му действат напълно самостоятелно. Сами избират поведението си. Вината на неговия герой е лична, а не наследствена. Той търпи страдания за свои думи и дела, а не заплаща за стореното от негови близки или далечни членове на рода. Често Софокъл характеризира героите си, показвайки тяхното поведение по съществен въпрос на полисната етика. За него съзнателното нарушение на неписаните полисни норми е основа за грешен избор на човека и трагедия. Същевременно друга причина се оказва и ограничеността на човешкото знание; въпреки богатството на умствени и нравствени сили, човек същевременно е и безсилен, човешката мъдрост е ограничена („Едип цар“).
Често срещано у Софокъл е в рамките на една пиеса да се стреми да покаже различни характери, прибягвайки до контрастно противопоставяне, напр. на твърди и меки характери (непреклонната Антигона и боязливата Исмена, Електра и Хризотемида и др.). Един от способите за това е „състезанието“ с речи, което се среща във всичките му запазени пиеси – героите си разменят речи, разкриващи различните им характери и гледища, водещи до различното поведение. Освен това Софокъл открива в суровите герои меки черти (Антигона, Електра, Аякс). Той създава трагически герой, който не въплъщава нито съвършена добродетел, нито порочност и престъпност, дава дълбочина на характерите и ги развива много по-пълно от предишните драматурзи.
По отношение на езика Софокъл казва, че той най-напред се отказал от „пищността на Есхил“, след това от „изкуствеността на своя собствен маниер“ и стигнал до „третия, най-добър вид стил, съответстващ най-много на характера на героите“. Езикът му е диференциран: хоровите партии се характеризират с много по-голяма възвишеност, отколкото диалогът; езикът на главните герои е различен от този на второстепенните, който е по-опростен. В цялост обаче трагическият език продължава да запазва своя възвишен характер дори и в по-късните му произведения.
Трагедиите на Софокъл обикновено се отличават с яснота на драматичната композиция. Обикновено още в началото, при пролозите, се изяснява изходното положение и се изработва план за поведението на героите; планът на главното действащо лице още от първите сцени определя по-нататъшния ход на пиесата. В процеса на изпълнение на този план се преминава през редица перипетии, като драматургичното действие ту се развива, ту се забавя. Стига се до критичния момент, тогава следва ретардация, а след това катастрофата и окончателната развръзка. Ходът на събитията обаче е строго мотивиран и зависи от характера на героите. Софокъл майсторски използва похватът на погрешното умозаключение от Омир, според Аристотел. Той „измамва“ зрителя, не разкривайки още от самото начало абсолютно всичко, което характеризира героя, създавайки погрешно мнение за нравствения му облик. Зрителят строи неправилно умозаключение. Впоследствие драматичното действие променя представите и чувствата на зрителя и така по най-естествен начин той стига до идеята на автора не чрез пряко поучение, а чрез борба на различни мнения. Аристотел обяснява (в своята „Реторика“, кн.3) смисъла на остроумния начин, най-често чрез метафора и измама, да се изложи една истина: „Човек забелязва по-ясно, че е научил нещо, тогава, когато то е противоположно на очакванията му. Тогава душата му сякаш казва: „Колко вярно е това, а аз се заблуждавах!“ Художествената лъжа в „Едип цар“ е осъществена особено изкусно. Представен първоначално с отлични качества, които могат да бъдат залог за благоденствие, впоследствие Едип се оказва грешник, който заслужено страда.
Аристотел твърди, че трагедиите на Софокъл са най-високото постижение на съвремието. С тях той свързва представата за образцова трагедия (терминът у него е kalliste tragoidia, т.е. най-хубавата трагедия), особено с „Едип цар“ („Поетика“, гл.13 и 14), което показва уважението и престижа, с които Софокъл се е ползвал. Въпреки че е канен в чужбина, той не приема поканите.

### Изменения в постановката
Едно от нововъведенията на Софокъл е добавяне на трети актьор, което допринася за развитието на характерите и по-яркото изразяване на техните конфликти. Сцените с едновременното участие на трима актьори освен че разнообразяват действието чрез второстепенни герои, но позволяват и не просто противопоставяне на основните противници, а показване на различно поведение в един и същ конфликт. Нововъведението на Софокъл е възприето от Еврипид (Орестиада); античната трагедия в по-нататъшното си развитие остава в рамките на тримата актьори.
Хорът в творбите на Софокъл има само спомагателна роля, въпреки че участниците са увеличени от 12 на 15. Той не взема значително участие в драматичното действие, по-скоро песните му са лирически съпровод на действието, а понякога авторът слага в тях свои собствени мисли.
Софокъл усъвършенства и декора, маските, изобщо бутафорната страна на театъра и обича да противопоставя герои с различни жизнени принципи. След смъртта на Есхил през 456 г. Софокъл става доминиращата фигура в театъра на Атина.
Всички нововъведения и промени имат за цел създаване на повече движение на сцената, усилване на впечатленията и илюзиите в зрителите. Той придава човешки облик на легендарния и митичен свят на боговете, като прави дълбок анализ на душевното състояние на героите. Тази тенденция е започната от бащата на гръцката трагедия, Есхил, но продължена и усъвършенствана от Софокъл.

### Творби
Софокъл е написал според античните съобщения 123 пиеси, т.е. средно на всеки две години е излизал с по една тетралогия (три трагедии и една сатировска драма) – регламентът за участие в състезанията изисквал тетралогия. До нас са достигнали само 7 цели трагедии, голям откъс от сатировската драма „Копоите“, написана въз основа на Омиров химн, посветен на Хермес, многобройни фрагменти от изгубени пиеси и 90 заглавия. През 2005 г. учени от Оксфордския университет с помощта на инфрачервена технология откриват нови фрагменти – от „Епигони“, трагедия, разказваща историята на втората обсада на Тива.
От седемте пиеси три са свързани с преданията от тиванския цикъл („Едип цар“, „Едип в Колон“ и „Антигона“), една – с херкулесовите („Трахинянките“), и три – с троянските („Аякс“, „Електра“ и „Филоктет“). Всяка от тези дошли до нас пиеси е била обаче част от различна тетралогия, чиито други части са изгубени. Трите му „тивански“ пиеси например не само не са истинска трилогия (три пиеси, представени като непрекъснат разказ), макар че днес често се публикуват заедно, но дори не са преднамерена поредица и съдържат някои несъответствия.
Само две от неговите трагедии са добре датирани – „Филоктет“ (поставена през 409 г. пр.н.е.) и „Едип в Колон“ (поставена след смъртта му от неговия внук, 401 г. пр.н.е.). Според езикови и стилистични анализи се смята, „Аякс“, „Антигона“ и „Трахинянки“ са едни от ранните му творби, „Едип цар“ е от средата на творческата му кариера, а „Електра“ е от по-късния период.
„Аякс“
Тази пиеса обикновено се счита за най-ранната от достиналите до нас (между 450 и 430 г., вероятно около 444 г. пр.н.е.) Често я наричат „Аякс бичоносецът“ (Aias mastigophoros ), защото Софокъл е написал пиеса и за Аякс Оилид, от която до нас е достигнал миниатюрен фрагмент. Пиесата изследва темите за гнева и омразата, честта, степента, в която хората имат истински избор или са просто пешки на съдбата. Аякс, прям и суров войн, винаги се ръководи от чувството за чест и е дълбоко обиден, че доспехите на Ахил след смъртта му са дадени нечестно на Одисей, а не на него. Той опитва да отмъсти на виновниците Агамемнон, Менелай, гърците и да ги избие, но богиня Атина Палада му замъглява разума и вместо тях избива стадо добитък. Когато разсъдъкът му се връща, сам слага край на живота си. Важен момент са дискусиите дали Аякс е достоен за честно погребение, след като е замислил да погуби гръцката войска; въпросът се решава както в „Антигона“: оскърблението на трупа е нарушение на „божествените“ закони, смъртта слага край на враждата и оскърбленията. Одисей мъдро убеждава царете Менелай и Агамемнон да предоставят на Аякс правилно погребение.
За ранния период на Софокъл се твърди, че е признал, че умишлено се опитвал да пише като Есхил. Въпреки това той тук дръзва да направи някои нарушения на драматургичната практика: изведе на сцената олимпийско божество (Атина), както и да покаже действителната смърт на Аякс (в древната трагедия убийствата винаги се случвали извън сцената).
„Антигона“

Написана е около 442 г. пр.н.е. Счита се за характерен образец за драматургията на Софокъл. Сюжетът се отнася към тиванския цикъл и е непосредствено продължение на мита за войната на „Седемте срещу Тива“ и за двубоя между Етеокъл и Полинейк. Софокъл го разработва от гледна точка на конфликта между неписаните закони на морала и религията и писаните, политически закони. Главните герои отстояват двете тези – Креон е за подчинение на законите, създадени от човека, докато Антигона подчертава по-висшите закони на дълг към боговете и семейството и свързания с тях въпрос за гражданско неподчинение (държавното право не е абсолютно, т.е. гражданското неподчинение е оправдано в крайни случаи). Подбудите от субективно естество, например любовта, заемат второстепенно място. Действието се развива без каквото и да било пряко участие на божествените сили, като традиционният мотив за родовото проклятие едва-едва се споменава. Движещата сила са човешките характери, трагичните събития са резултат от техните действия, а не от божествена намеса.
„Трахинянките“
Пиеса от ранния период на Софокъл, вероятно от 440 – 430 г. пр.н.е. Заглавието необичайно се отнася не до главните герои, които са гърци – Херкулес и жена му Дейанира, а до хора на пиесата, състоящ се от група млади жени, който говори директно на публиката и помага да се обясни контекста на сюжета, включва се емоционално в действието и опитва да съветва героинята. Епичният герой Херкулес е представен тук като изумително бездушен – изпраща новата си наложница да живее при съпругата Дейанира, която съвсем неволно, стремейки се да си върне любовта му, причинява неговата смърт. Дейанира на Софокъл е много по-различна от кръвожадна Дейанира на Овидий и Сенека. Теми на пиесата са лоялността и отговорността към семейството, разрушителната сила на любовта, а положението на жените се описва с известна чувствителност (поне за времето си).
„Едип цар“

Предполага се, че трагедията е написана около 429 – 425 г. пр.н.е. – предположение, основано на описанието на чумата в началото на трагедията, за което се смята, че е свързано със страшната епидемия, обхванала Атина в първите години на Пелопонеската война.
В „Едип цар“ на Софокъл проблемът за съдбата (родовото проклятие, наследствената вина) безусловно е засегнат, но съвсем не е поставен на преден план. Авторът подчертава не толкова нейната неизбежност, колкото ограничеността на човешката мисъл. Съзнателните действия на хората, извършени с определена цел, водят до диаметрално противоположни на намеренията резултати. Един човек въпреки волята си се оказва злодей. Едип не е просто жертва на съдбата, той има и свободна воля; цяла поредица от конкретни избори, направени свободно от него, водят до нежелания резултат. 
Освен темата за съдбата и свободната воля Софокъл поставя и ред други теми: конфликтът между индивида и държавата, готовността на хората да пренебрегват болезнени истини, темата за „зрението“ и „слепотата“.
Това е творбата, която Аристотел в своята „Поетика“ сочи като образец, това е и творбата на античната литература, оказала най-силно отражение върху европейската драма. „Неохуманизмът“ на XVIII – XIX век също вижда в нея образцова антична трагедия. Под влияние на Софокъл към този сюжет се обръщат автори от Античността до днес (Сенека, Пиер Корней, Волтер, Арагон, Жан Кокто и много други).
„Електра“

Трагедията е написана около 415 – 410 г. пр.н.е. Базирана е на изгубения древногръцки епос за събитията след Троянската война – „Връщанията“ (гр. Νόστοι, Nostoi). Отмъщението на Орест за смъртта на баща му Агамемнон е тема и на Есхил („Хоефори“, около 40 години преди Софокъл), и на Еврипид. От второстепенен персонаж при Есхил, Електра става централна фигура в трагедията на Софокъл, считана за една от най-добрите му пиеси поради задълбоченото изследване на характера, морала и мотивите на героинята. Софокъл се опитва да покаже каква жена би искала толкова силно да убие майка си. Въпреки суровостта, в Електра има и заглушена от страданията нежност. Орест, от друга страна, е представен като наивен и неопитен младеж, действащ повече като инструктиран от оракула на Аполон, отколкото поради някаква силна или дълбока емоция. 
„Филоктет“
Пиесата е представена през 409 г. пр.н.е. Митът е разработван преди това и от Есхил, и от Еврипид, чиито трагедии не са стигнали до нас, но според антични съобщения Софокъл подходил към сюжета съвсем самостоятелно. Фигурата на Неоптолем, нравственият конфликт, както и сблъсъкът на три характера са въведени в мита за Филоктет от Софокъл.
„Едип в Колон“
Сюжетът почива на преданието за смъртта на Едип в близкия до Атина град Колон, родното място на Софокъл. В тази пиеса, написана вероятно малко преди смъртта му, той смекчава мрачната картина на човешката съдба, описана в „Едип цар“. Оказва се, че клетият изгнаник, когото гонят отвсякъде, за да не ги „омърси“, ще донесе благодат на хората и града, които се смилят и го подслонят. И тук изпъква човечността и справедливостта на атинския полис и неговият митологичен герой Тезей, който защитава Едип и дъщерите му. В тази пиеса има много по-малко действие и повече философска дискусия, отколкото в „Едип Цар“ и в други пиеси на Софокъл, своеобразна медитация върху заблудите на хората и възможността за тяхното изкупление. Образите са убедителни, а по силата на лирическите части трагедията на 90-годишния поет не отстъпва по нищо на предишните му произведения.
„Копоите“ (Ἰχνευταί)
Големи фрагменти от творбата са открити през 1913 г. в Египет и така се узнава около половината от текста ѝ. След „Циклопът“ на Еврипид това е най-добре запазената сатировска драма. Според стилистични и метрични анализи се смята, че е написана вероятно преди 440 пр.н.е. Сюжетът е същият както в Омировия химн на Хермес – кражбата на стадото крави на Аполон от новородения Хермес. Пиесата започва с оплакването на Аполон, на когото хорът от сатири обещава да помогне срещу обещание за освобождаването им. Крадецът е разкрит. Краят на творбата би трябвало да пресъздава сдобряването между него и Аполон благодарение на прекрасното свирене на Хермес с лирата, която е изобретил.